# 田美永和宮

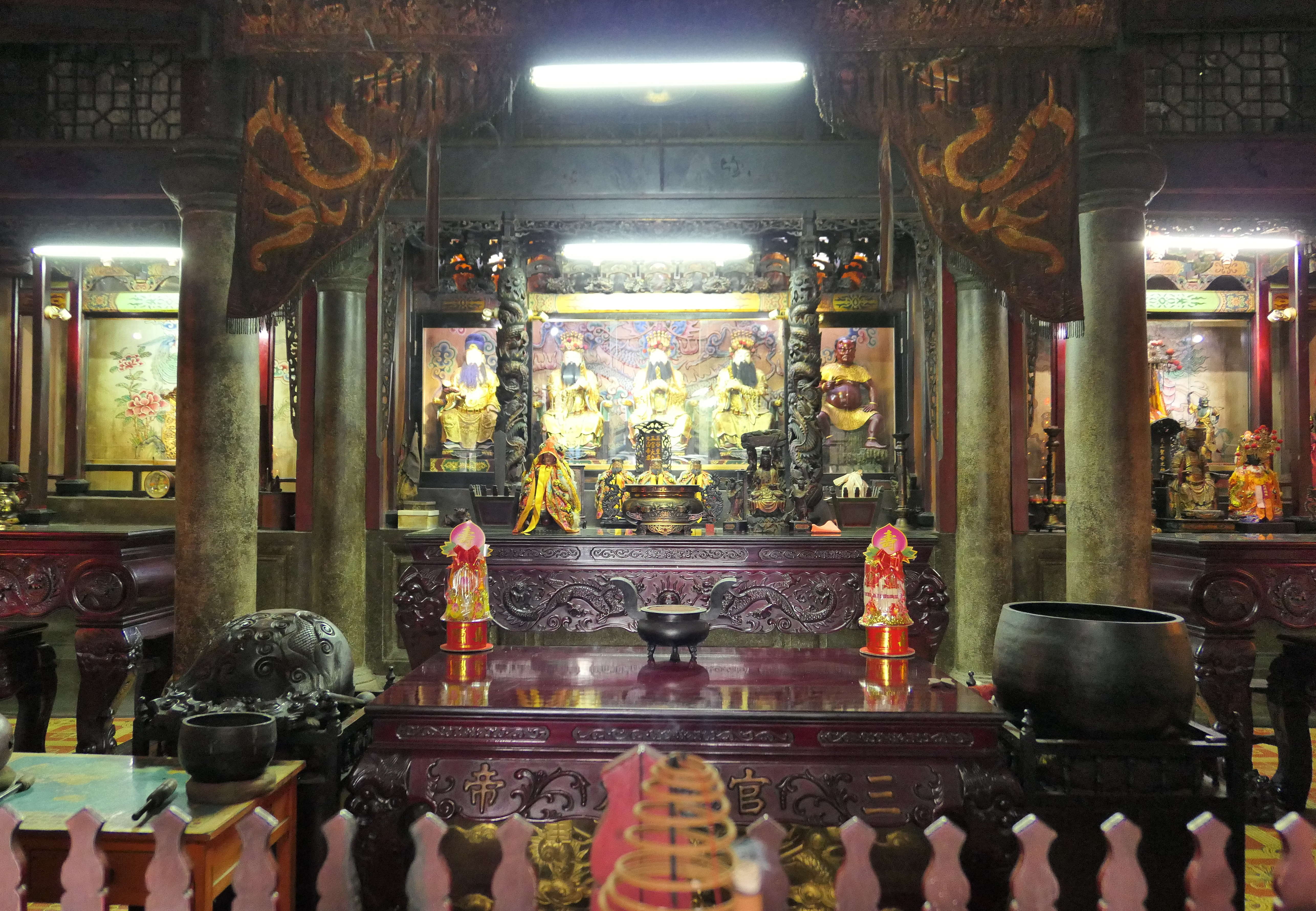
田美永和宮內景

田美永和宮，或稱永和宮（四縣客語：tienˇmiˊiunˋfoˇgiungˊ），是一座位在臺灣苗栗縣南鄉田美村的三官大帝廟。該廟的信眾主要來自南庄鄉田美村及獅山村。2018年3月12日公告為苗栗縣的歷史建築。

## 歷史
1893年(光緒十九年)前後，永和宮所在地仍為未開發的原始森林區；當時，當地有幾戶居民，且附近至橫屏大山都是原住民族的勢力範圍。因文化及生活習慣差異，各族群經常發生衝突，當地漢人因此計畫興建廟宇以作其精神寄託、活動中心及調解場所。
1897年，永和宮興建完工並立碑。
1926年(昭和元年)，黃允明、黃龍章、黃良章、黃錦章、黃鍊石、黃開郎等人發起重建永和宮。
1935年，關刀山大地震發生，永和宮及當地房屋幾乎全倒。
1948年(民國37年)農曆八月，黃光榮等七人擔任重建委員籌備重建工程。
1953年農曆十一月，永和宮舉行慶成福醮大典。
1978年，黃宣儒等十人組成修建委員會，將永和宮屋頂抬升三台尺，並由黃丁鳳等捐贈物資將水泥龍柱更換為石彫龍柱，同時整理其他破舊部份。
1981年農曆十一月初八，永和宮舉行酬神福醮；現場築有玉皇壇、三官壇、天師壇、北帝壇等四大華壇，並持續舉行法會五天。
2017年10月，在客家委員會及苗栗縣政府文化觀光局介入協調後，當地居民及信眾在重建說明會中表決保留永和宮原建築。

## 奉祀神尊
- 主祀：三官大帝

- 同祀：神農大帝、文昌帝君、天上聖母、義民爺、城隍爺、福德正神、千里眼、順風耳、善才、龍女、長生祿位[3]

## 建築
永和宮座東朝西，格局屬三合院式正堂五開間帶左右橫屋平面配置建築，形式為南方式伙房屋建築。永和宮的主要建材為紅磚。永和宮的明間主脊及燕尾脊雕塑雙龍護塔、次間主脊則為雙龍對望。永和宮寺廟主體包含主殿、拜殿、護龍、後廂等，其正前方西側則設有戲台、金亭。

## 慶典
- 每年農曆正月初三或初四：演平安戲
- 每年農曆七月半：中午在外環道舉行萬善爺普渡，晚上在永昌宮前普渡，並由爐主主祭、副爐主及首事陪祭。[8]

## 外部鏈結
- 田美永和宮-客家雲Hakka Cloud - 客家委員會 （页面存档备份，存于）
- 永和宮建造捐題碑記 - 臺灣記憶Taiwan Memory--國家圖書館

### 延伸閱讀
- 1011109南庄-田美煤礦 - 放羊的狼 - blogger （页面存档备份，存于）